# Karawanken Autobahn
Karawanken Autobahn er en betegnelse for motorvej A11 i Østrig, der forløber fra Villach, hvor den udgår fra Süd Autobahn A2 og Tauern Autobahn A10 til den slovenske grænse, hvor den videreføres som A2. Motorvejen indgår i europavejsnettet med nummer E61.
Grænsen til Slovenien passeres gennem den 8 kilometer lange Karawankentunnel, hvoraf 4,5 kilometer er beliggende i Østrig og den resterende del i Slovenien.
Der opkræves en særafgift på 6,5 Euro for at passere Karawankentunnel.